# HMS Trident (N52)
«Трайдент» (N52) (англ. HMS Trident (N52) — військовий корабель, підводний човен типу «T» Королівського військово-морського флоту Великої Британії часів Другої світової війни.

## Історія створення
Підводний човен «Трайдент» був закладений 12 січня 1937 року на верфі компанії Cammell Laird у Беркенгеді. 7 грудня 1938 року він був спущений на воду, а 1 жовтня 1939 року увійшов до складу Королівських ВМС Великої Британії. 

## Історія служби
Субмарина брала активну участь у бойових діях на морі в Другій світовій війні; корабель бився біля берегів Європи, переважно у Північному морі поблизу Британських островів та Норвегії, в Арктиці, на Середземному морі, в Індійському океані. «Трайдент» здійснив 37 бойових походів, у яких затопив 14 німецьких, італійське та японське суден різного типу, німецький мисливець за підводними човнами UJ 1213 / Rau IV. Також він пошкодив німецький важкий крейсер «Принц Ойген» та три транспортних судна.
У травні 1942 року «Трайдент» входив до сил ескорту великого конвою PQ 16, який супроводжував 35 транспортних суден (21 американське, 4 радянські, 8 британських, 1 голландське та одне під панамським прапором) до Мурманська від берегів Ісландії зі стратегічними вантажами і військовою технікою з США, Канади і Великої Британії. Його супроводжували 17 ескортних кораблів союзників, до острова Ведмежий конвой прикривала ескадра з 4 крейсерів і 3 есмінців. З 35 суден конвою 8 було потоплено німецькими субмаринами та торпедоносцями, ще 2 зазнали пошкоджень.